# Geloi Wetland
Geloi Wetland è un'area naturale protetta privata situata nel comune di Gela, in provincia di Caltanissetta (Sicilia), nata nel 2017.

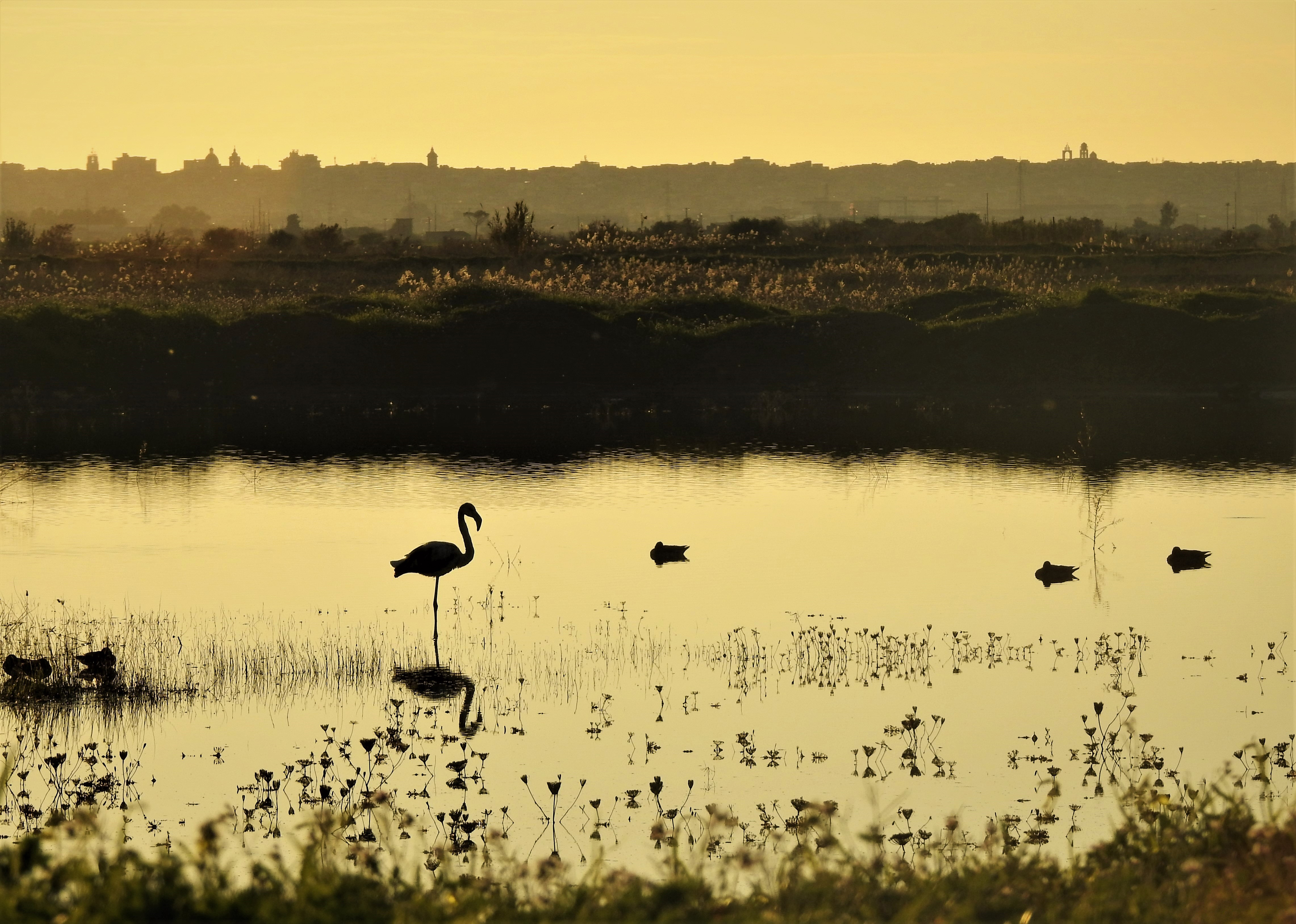
Fenicotteri al tramonto presso l'Acquitrino Isola di Geloi Wetland.

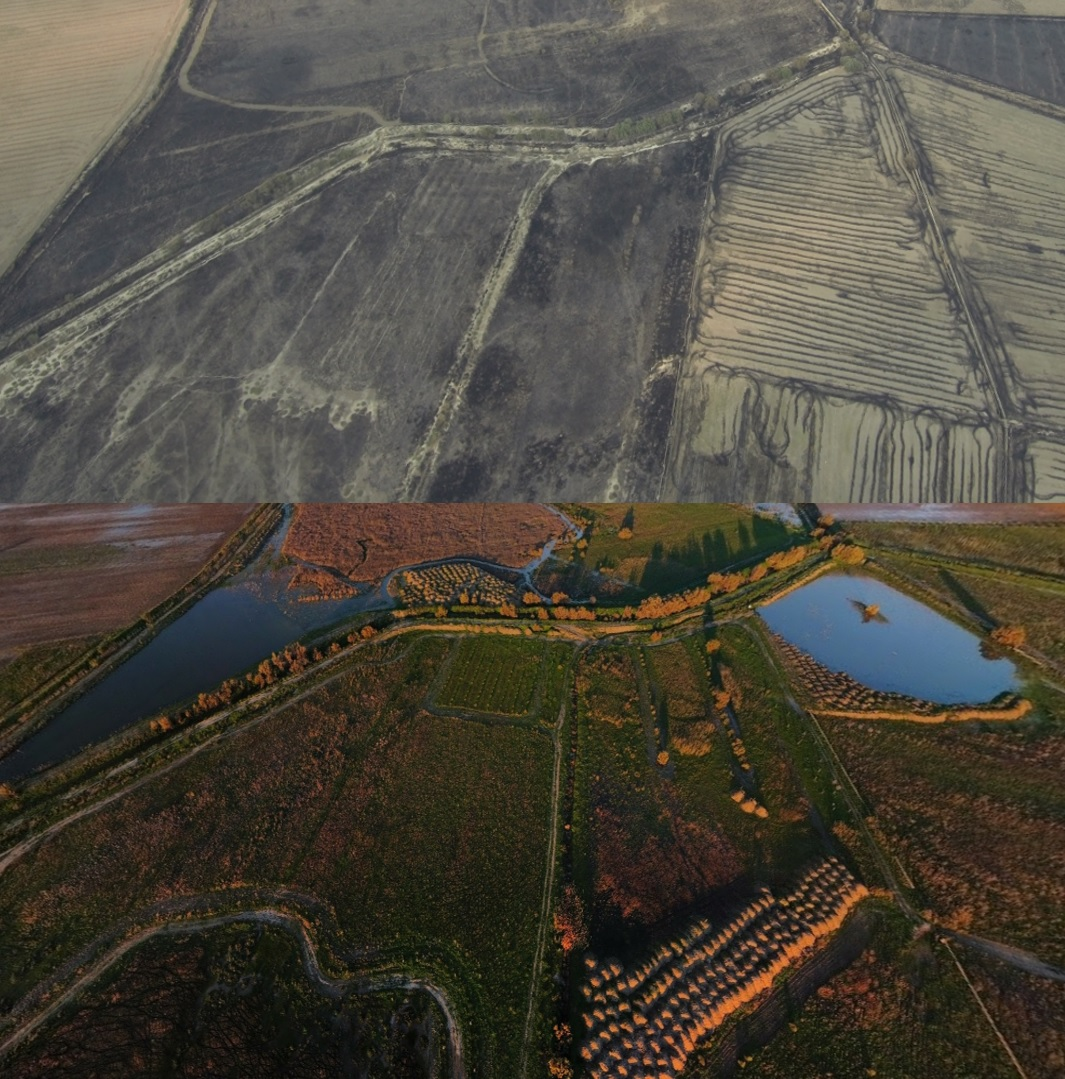
Panoramica di Geloi: in alto prima del progetto (settembre 2017); in basso, stessa inquadratura a ottobre 2020.

## Storia

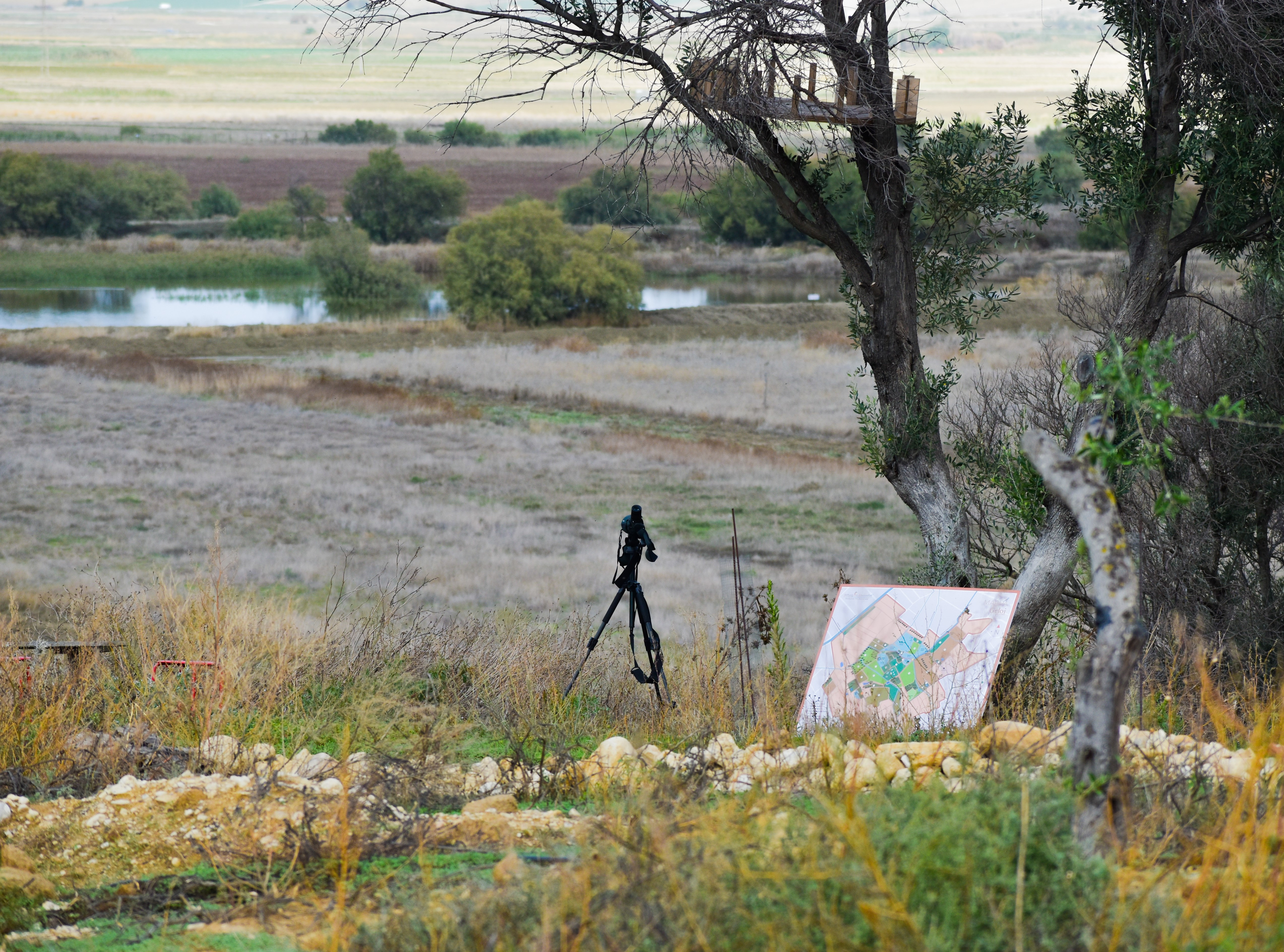
L'osservatorio e il panorama di Geloi Wetland.

Nel 2017 la fondazione non profit tedesca Stiftung Pro Artenvielfalt (Fondazione Pro Biodiversità) ha avviato un progetto di tutela e salvaguardia della natura, in collaborazione con l’associazione Centro di Educazione Ambientale ODV, con sede a Niscemi. Il donatore più importante, oltre a quella tedesca, è la fondazione gemella ed omonima della Svizzera, che appoggia il progetto principalmente con finanziamenti ottenuti da donatori privati.
Il progetto consiste nel ripristino di un’area umida ai fini di conservazione e tutela dell’avifauna selvatica e, in particolar modo, di quella migratoria. Inoltre, tra gli obiettivi strategici è prevista la creazione di una fascia tampone attorno agli acquitrini, in cui si incentivano forme di cooperazione locale basate sull’agricoltura etica, biologica e rispettosa dell’ambiente.
Uno degli obiettivi più visionari del progetto è quello di "[d]iventare presidio di legalità e modello virtuoso di lotta alla desertificazione, puntando alla possibilità di costruire un futuro economico ed ecologico alternativo a quello industriale."

## Territorio
Geloi si trova nella Piana di Gela, parte integrante della Zona di Protezione Speciale ITA050012 “Torre Manfria, Biviere di Gela, Piana di Gela e area marina antistante”, istituita ai sensi della Direttiva Uccelli (2009/147/CE). La Piana di Gela è una pianura alluvionale costiera post-olocenica, formata dal fiume Gela e dai suoi affluenti Maroglio e Cimia. Confina a nord con la Piana di Catania e separa i Monti Iblei dai Monti Erei, dando vita a sud al Golfo di Gela.
Il nome del progetto è composto dal termine inglese per "zona umida" (Wetland) e Geloi, l'antico nome dell'area, come appare nell'Eneide di Virgilio.

## Fauna

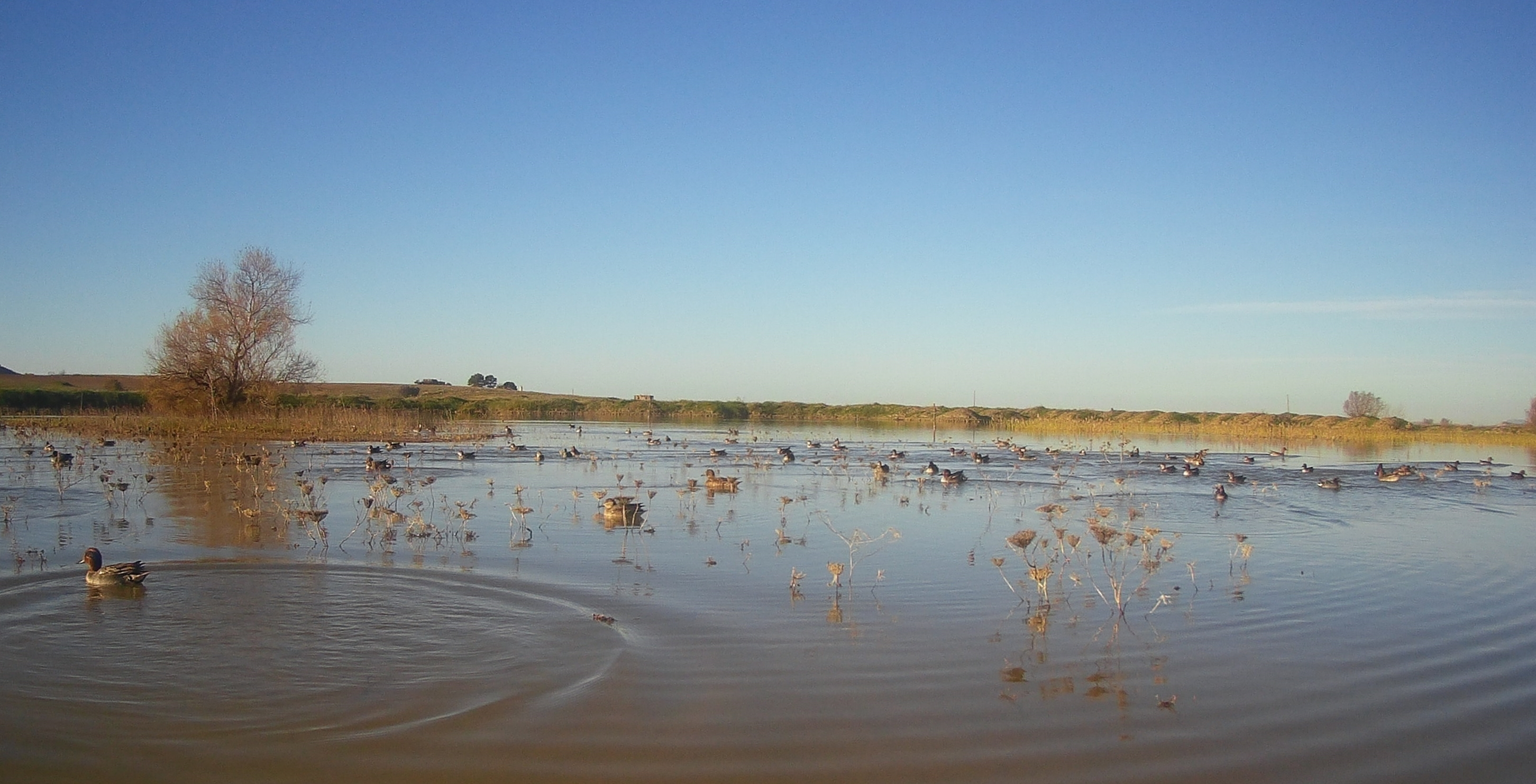
Dopo gli interventi di ripristino ambientale dell'estate 2020, le zone umide si sono rinaturalizzate e hanno iniziato ad ospitare centinaia di specie ornitiche acquatiche.

Per la sua morfologia e la posizione geografica strategica, il Golfo favorisce l'attraversamento della Sicilia da parte dell'avifauna migratoria proveniente dal Nord Africa, in particolare nel periodo primaverile, rappresentando una “leading line”, area situata lungo la direttrice preferenziale di transito delle specie in migrazione; solo tra febbraio e aprile gli uccelli acquatici censiti sono più di 45.000.

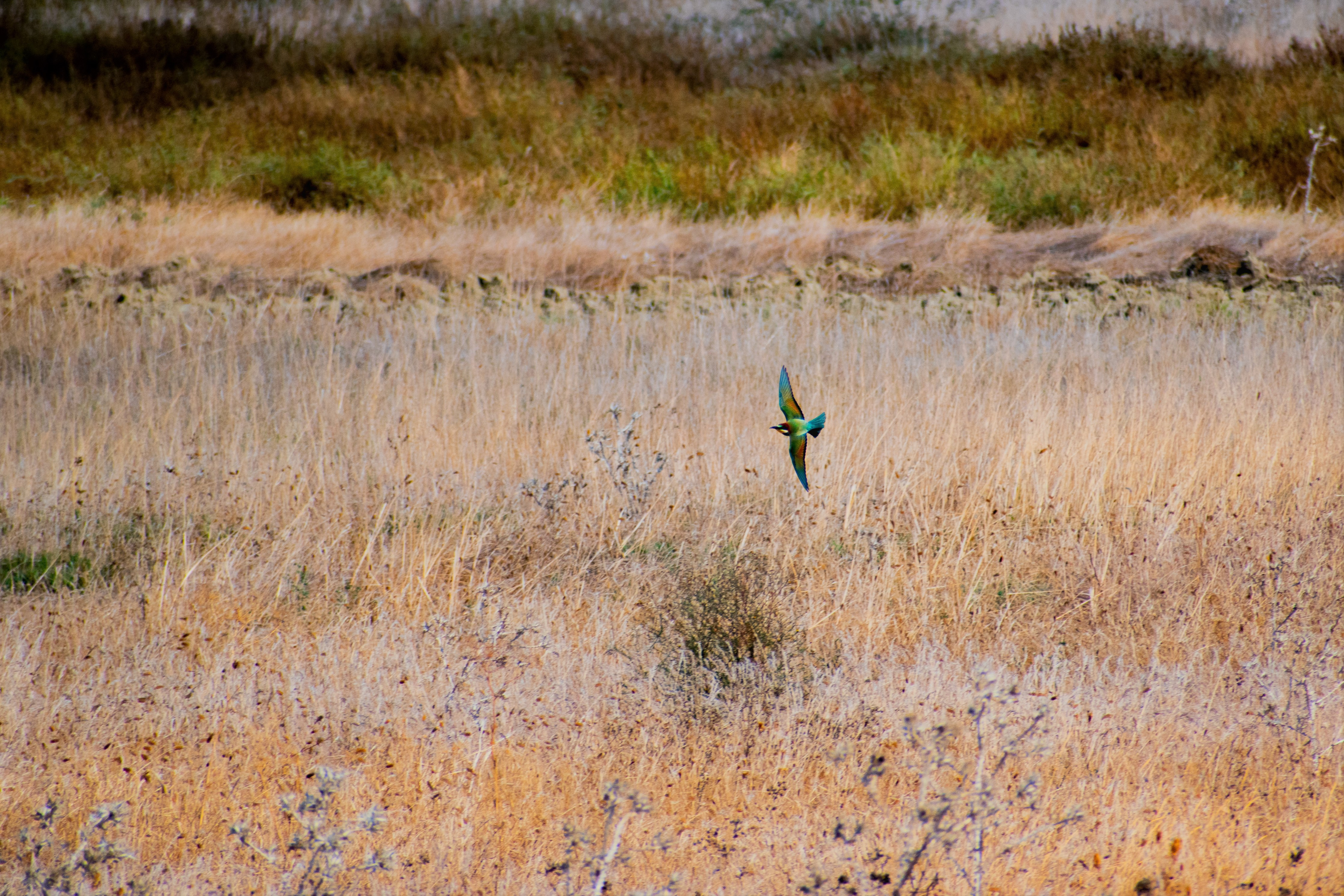
Il gruccione (Merops apiaster) presso Geloi Wetland durante la migrazione estiva.

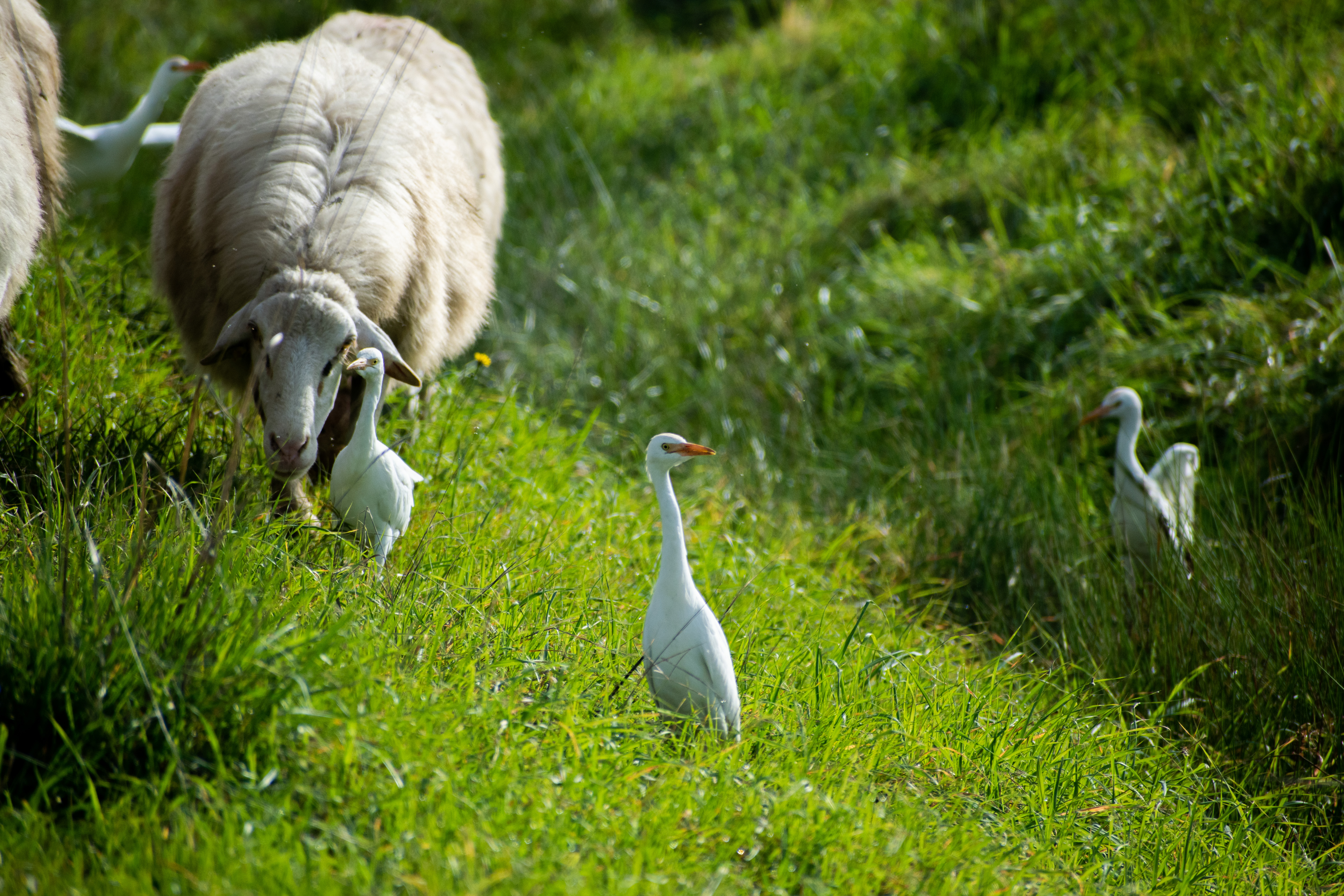
Aironi guardabuoi (Bubulcus ibis) in mezzo ad un gregge di pecore a Geloi Wetland.

L’avifauna annovera 154 specie osservate. Il mosaico agrario favorisce la nidificazione di alcune specie di notevole interesse comunitario come grillaio (Falco naumanni), occhione (Burhinus oedicnemus), pernice di mare (Glareola pratincola), calandra (Melanocorypha calandra), calandrella (Calandrella brachydactyla), ghiandaia marina (Coracias garrulus), cicogna bianca (Ciconia ciconia). La consistenza di tali popolazioni, in campo nazionale, riveste importanza strategica per la conservazione, così come la presenza di habitat pseudo-steppici e acquitrini temporanei mediterranei, ormai rari in Sicilia.
In inverno le zone umide favoriscono la presenza di uccelli acquatici svernanti come pavoncella (Vanellus vanellus) e piviere dorato (Pluvialis apricaria).

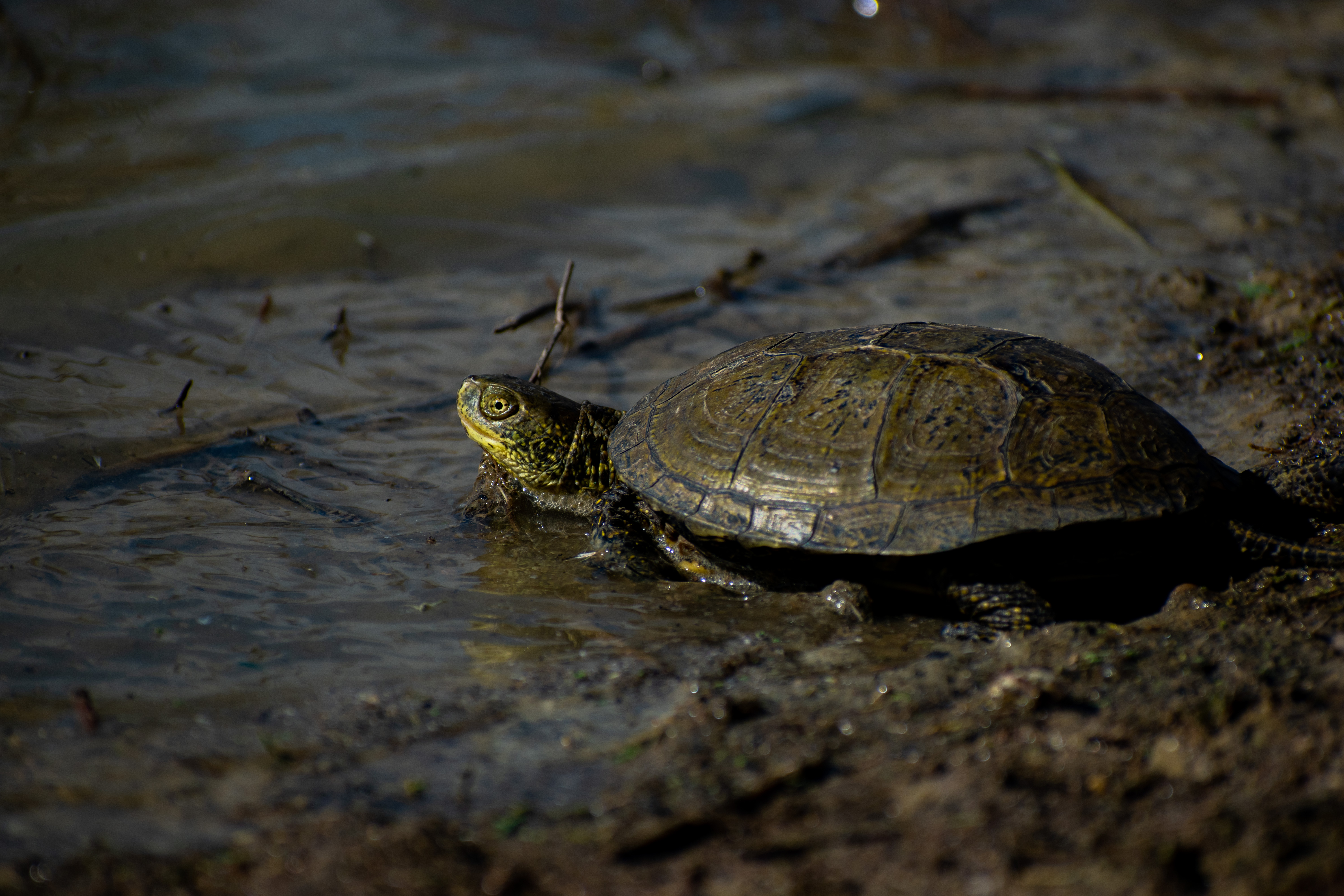
Testuggine palustre siciliana (Emys trinacris) a Geloi Wetland.

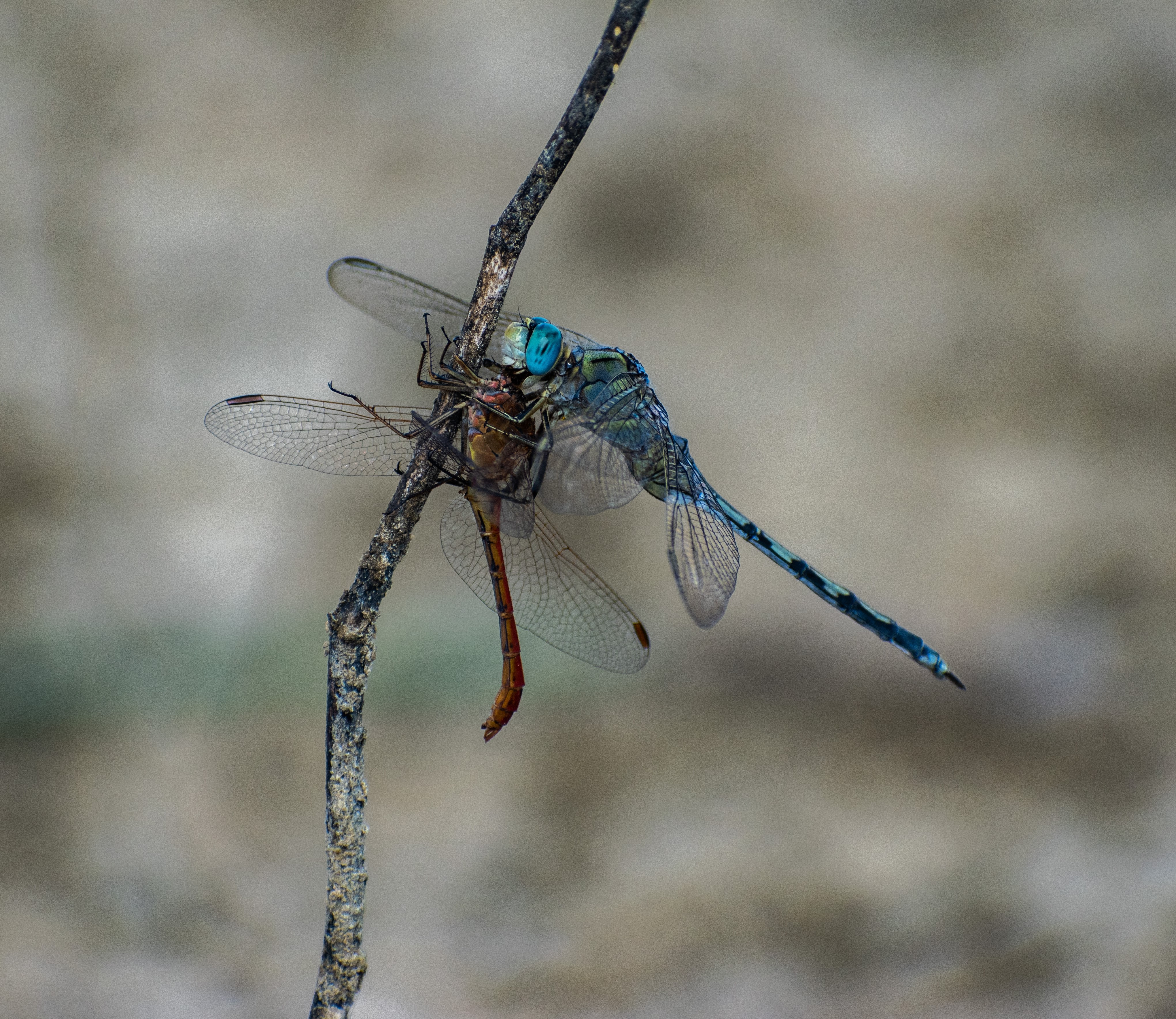
Esemplare femmina di Orthetrum trinacria che mangia un maschio di Sympetrum fonscolombii, presso Geloi Wetland.

Gli animali trovano rifugio nelle pietraie realizzate dagli operatori che favoriscono questi micro-habitat preziosi per rettili come il saettone occhirossi (Zamenis lineatus), il colubro leopardino (Zamenis situla) e la lucertola di Wagler (Podarcis waglerianus). Altri rettili presenti nella zona sono il ramarro occidentale (Lacerta bilineata) e il gongilo (Chalcides ocellatus). Ricca anche l’entomofauna: si segnalano 80 specie di coleotteri, tra cui la rara mosca di Spagna (Lytta vesicatoria) e l'anthicidae Anthelephila caeruleipennis, segnalato per la prima volta in Italia proprio a Geloi. Tra i mammiferi, Geloi ospita una cospicua popolazione di topo quercino (Eliomys quercinus) e riccio europeo (Erinaceus europaeus).

## Flora

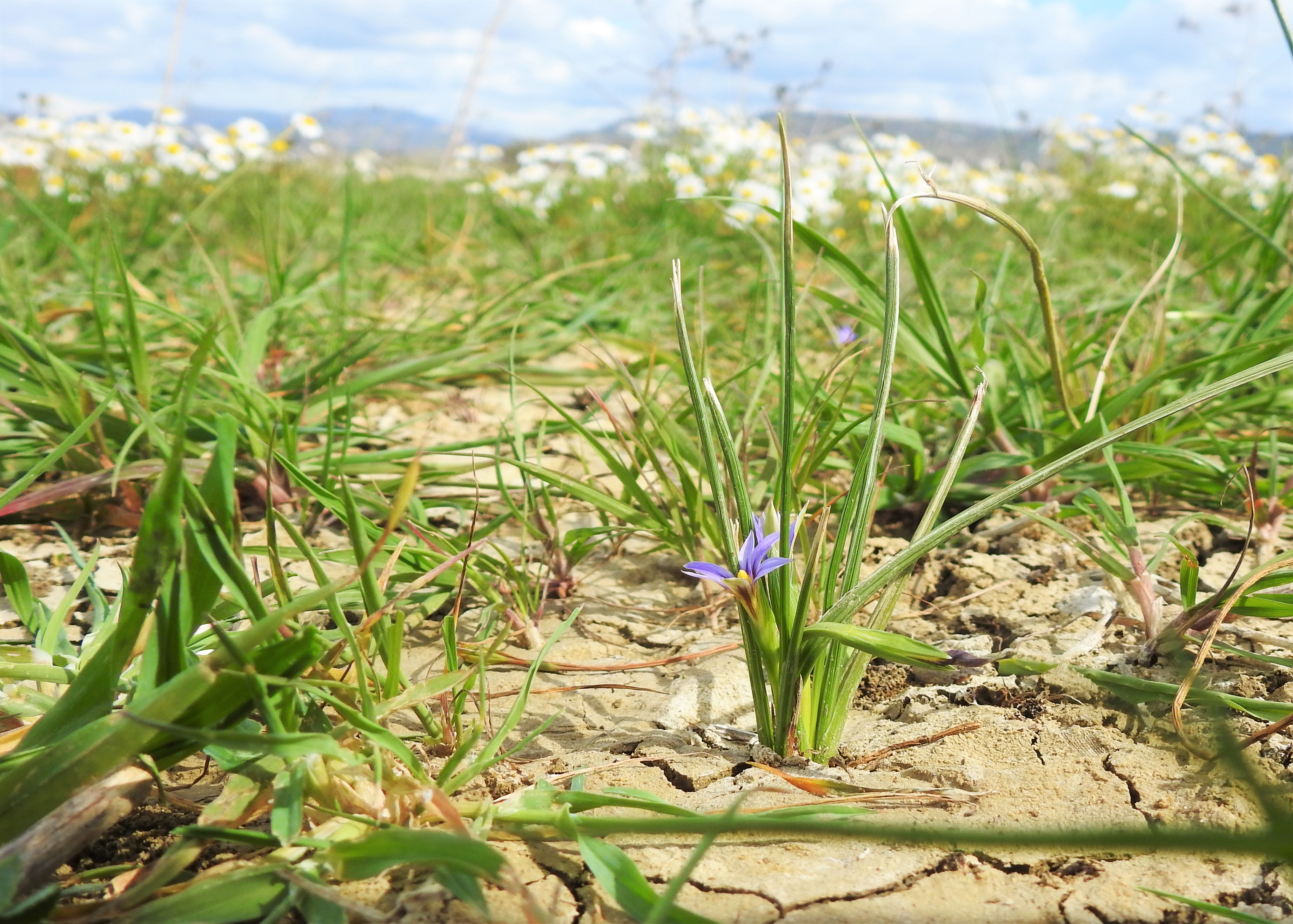
Romulea ramiflora Ten. subsp. ramiflora con Chamaemelum fuscatum (Brot.) Vasc. sullo sfondo. Le specie vegetano su terreni argillosi.

Il sito presenta un biotopo semi-naturale diversificato, che include anche l'ormai raro ambiente degli acquitrini salmastri temporanei su terreni alluvionali olocenici di natura prevalentemente argillosa. Tali ambienti sono situati all’interno di un mosaico agrario con colture estensive e distese steppico-cerealicole. Sono presenti canali drenanti, ruscelli a regime torrentizio, pozze, fossati, laghetti artificiali e punti di abbeverata, in cui la vegetazione alofila presenta formazioni molto specializzate e rappresentate da associazioni perenni dei Sarcoconietea fruticosae Br.-Bl. & R.Tx ex A. & O. Bolòs 1950, da associazioni annuali succulente dei Thero-Suaedetea Rivas-Martínez 1972 e da praticelli effimeri primaverili dei Saginetea maritimae Westhoff, Van Leeuwen & Adriani 1962.
Gli acquitrini, persistenti fino a tarda primavera, ospitano una vegetazione con folti giuncheti a dominanza di Juncus subulatus Forssk. e canneti di Phragmites australis (Cav.) Trin. ex Steud.

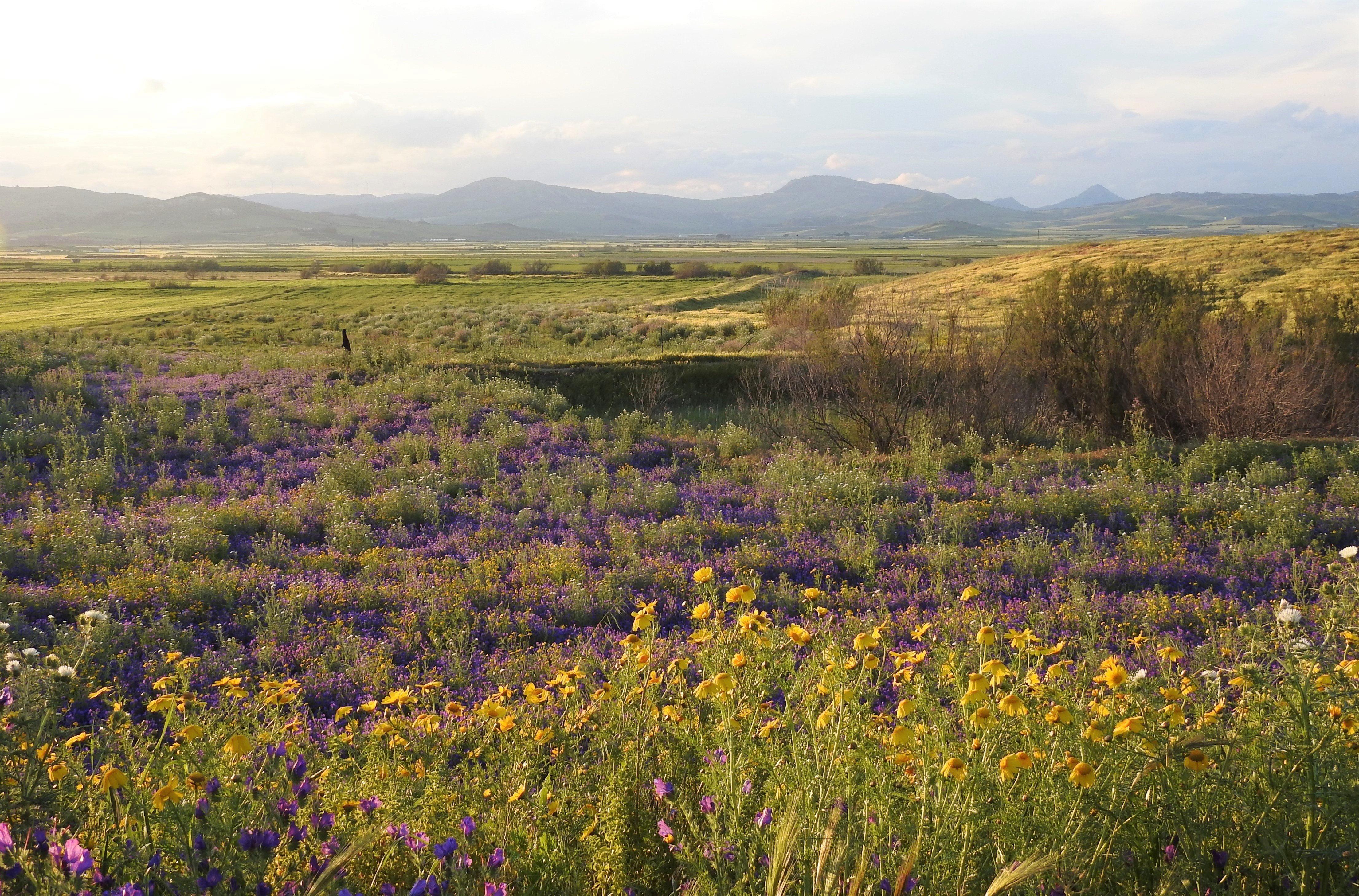
Panorama di Geloi Wetland in primavera, con fioriture di viperina in viola e Glebionis coronaria in giallo.

Nelle aree impantanate sono presenti rare entità floristiche, quali ad esempio Damasonium bourgaei Coss. (Alismataceae), Romulea ramiflora Ten. (Iridaceae) e, con fioritura tardiva, Lythrum tribracteatum Salzm. ex Spreng. e Lythrum hyssopifolia L. (Lythraceae).
Nelle zone di prateria vegetano comunità igrofile fisionomizzate dalla presenza di fanerofite spontanee quali Tamarix gallica L. e Tamarix africana Poir. (Tamaricaceae) che si alternano ad elementi nitrofili sia cespugliosi che erbacei dei generi Suaeda, Salsola (Chenopodiaceae), Atriplex (Amaranthaceae), Spergularia (Caryopshyllaceae) e Frankenia (Frankeniaceae). Le distese pianeggianti che invece si prosciugano ad inizio primavera ospitano abbondanti prati di Chamaemelum fuscatum (Brot.) Vasc. (Asteraceae) e Ranunculus trilobus Desf. (Ranunculaceae). Le colline poco acclivi, che limitano geograficamente il territorio di Geloi, ospitano frutteti misti, uliveti, filari di arbusteti ad Olea europaea var. sylvestris Brot. e altre essenze mediterranee piantumate a seguito di finanziamenti europei promossi dal Fondo Europeo Agricolo per lo Sviluppo Rurale (FEASR).
I campi incolti collinari, invece, vedono crescere specie rare di orchidee selvatiche, come la sottospecie endemica Serapias orientalis siciliensis e Orchis italica.

## Strutture ricettive
La Piana di Gela è attraversata dalla Via Francigena Fabaria che, con 300 chilometri di cammino, parte dalla rocca della cattedrale normanna di Agrigento, continua lungo la costa fino a Gela e da lì verso la Piana di Lentini e il Simeto, procedendo attraverso parchi naturali, con vista sul Mediterraneo e sul profilo dell’Etna.
Il comitato di accoglienza Via Fabaria – tappe Gela, Niscemi e Caltagirone si occupa della segnaletica, manutenzione e pulizia di questa area, nonché dell’accoglienza dei pellegrini.

## Attività naturalistiche
Presso Geloi vengono organizzati i Cicogna Days, giornate durante le quali i volontari della LIPU accompagnano i partecipanti a osservare da vicino, senza disturbare, la nidificazione della cicogna bianca.
I CicoDays rappresentano l’evento clou della sezione LIPU di Niscemi che organizza passeggiate, trekking, escursioni, laboratori e anche percorsi in bicicletta.